# Маслёнок жёлто-бурый
Маслёнок жёлто-бурый (лат. Suillus variegatus) — съедобный трубчатый гриб из рода Маслёнок (Suillus) семейства Маслёнковые (Suillaceae).
Этимология видового эпитета: variegatus, a, um — «пёстрый», «разноцветный».
Научные синонимы:
- Boletus variegatus Sw., 1810 basionym
- Ixocomus variegatus (Sowerby) Quél., 1888
- Boletus squalidus Fr., 1838

Русские синонимы:
- Маслёнок пёстрый
- Моховик болотный
- Моховик песчаный
- Болотовик
- Пестрец

## Описание
Диаметр шляпки составляет 6—10 см, шляпка имеет полукруглую, выпуклую, в молодости с завёрнутым краем, позже подушковидную или плоскую форму, с волокнистыми чешуйками, цвет шляпки — оливковый, тёмно-жёлтый или серо-жёлтый, серо-оранжевый, позже охряно-бурый, буро-красноватый, светло-охряный. Во влажную погоду шляпка становится слегка клейкой. Кожица плохо отделяется от шляпки.
Мякоть желтоватая, жёлтая или светло-оранжевая, в основании ножки буроватая, на разрезе синеет, имеет приятный запах сосновой хвои и приятный вкус либо без вкуса. Иногда запах мякоти сравнивают с металлическим.
Трубчатый слой приросший у ножки, трубочки имеют жёлтый, светло-оранжевый, бурый или желтовато-оливковый цвет, поры коричневого цвета, мелкие, округлые, на срезе или при надавливании слегка синеют. Ножка 3—9 см высотой и 1,5—3,5 см толщиной, гладкая, цилиндрическая, цвет лимонно-жёлтый, серовато-жёлтый, иногда с красноватым оттенком или оранжево-бурая снизу.
Споровый порошок охряно-оливковый или оливково-бурый. Споры 8—11×3—4 мкм, эллипсоидно-веретеновидные, светло-жёлтые, гладкие.

## Экология и распространение
Образует микоризу с сосной. Растёт на песчаных (реже каменистых) почвах хвойных (в основном сосновых) или смешанных лесов, часто с вереском, в умеренных поясах обоих полушарий. Распространённый вид. Плодовые тела появляются небольшими семейками или одиночно
Сезон с июля по октябрь.

## Употребление
Съедобный гриб. Употребляется в пищу в жареном, солёном, маринованном виде без предварительной отварки, пригоден для сушки. Считается невысокого качества из-за специфического вкуса, который сравнивают со вкусом ложнодождевиков.
Поедается северным оленем (Rangifer tarandus) и крупным рогатым скотом.